# Der Lloyd
Der Lloyd war eine österreichische Zeitung, die vom Jänner 1835 bis zum Dezember 1848 als Journal des Oesterreichischen Lloyd beim Österreichischen Lloyd in Triest und von Dezember 1848 bis ins Jahr 1854 als Der Lloyd in Wien erschien. Von Jänner 1837 bis Dezember 1838 erschien die Zeitung als Handels- und Seeberichte des Oesterreichischen Lloyd. Fortsetzung des Lloyd war ab 1855 die Oesterreichische Zeitung.

## Journal des Oesterreichischen Lloyd
Das Journal des Oesterreichischen Lloyd erschien zwischen 1835 und 1848 in Triest und Wien, pro Woche kamen zwischen einer und sechs Ausgaben heraus. Das Journal führte vom 1. Jänner 1846 bis 27. Juni 1848 den Nebentitel Centralorgan für Handel, Industrie, Schiffahrt u. Volkswirthschaft. Der Plan einer französischen Ausgabe wurde aus Mangel an Abonnements nicht verwirklicht. Als Beilage enthielt die Zeitung das Reichstags-Blatt und als italienische Parallelausgabe des Journals erschien das Giornale del Lloyd Austriaco di notizie commerciali e marittima.
Das Journal des Oesterreichischen Lloyd war eine der frühen Wirtschaftszeitungen Österreichs. Von Bedeutung war es aber auch wegen seines politischen Teils, der pro Ausgabe zwei bis drei Leitartikel enthielt und vor allem außenpolitische Fragen erörterte. Von der Ausrichtung her, wurde von einem konservativen Standpunkt aus, ein großösterreichisches Programm vertreten.

## Handels- und Seeberichte des Österreichischen Lloyd
Die Handels- und Seeberichte des Oesterreichischen Lloyd erschienen zwischen 1837 und 1838 zweimal wöchentlich in Triest und unterbrachen damit für zwei Jahre das Erscheinen des Journals des Oesterreichischen Lloyd.

## Der Lloyd
Der Lloyd erschien zwischen 1848 und 1854 in Wien. Dabei kamen täglich je eine Morgen- und eine Abend-Ausgabe heraus. Die Morgen-Ausgabe enthielt die Beilagen Oesterreichische Volksblätter für Stadt und Land und Reichstags-Blatt.